# Estación Saguier
Estación Saguier es una localidad argentina ubicada en el departamento Castellanos de la provincia de Santa Fe. Se desarrolló sobre una estación de 
ferrocarril, ubicada 3 km al noroeste de plaza Saguier, donde se encuentra la sede comunal.
En 1890 se creó la estación del tramo Córdoba - Santa Fe del Ferrocarril Belgrano, alrededor de la cual se fueron congregando algunos comercios y hasta una fábrica de manteca. Dicha fábrica llegó a dar trabajo a más de 100 personas, pero debió cerrar cuando el ferrocarril dejó de pasar por el lugar ya que tampoco contaba con caminos pavimentados. En 1997 se inauguró un Museo Ferroviario.

## Población
Cuenta con 105 habitantes (Indec, 2010), lo que representa un descenso del 14% frente a los 122 habitantes (Indec, 2001) del censo anterior.
| Gráfica de evolución demográfica de Estación Saguier entre 1991 y 2010 |
|                                                                        |
| Fuente: Censos nacionales del INDEC                                    |